# Acaena latebrosa
Acaena latebrosa là loài thực vật có hoa trong họ Hoa hồng. Loài này được Aiton mô tả khoa học đầu tiên.